# Барбара Елеонора фон Золмс-Барут
Барбара Елеонора фон Золмс-Барут (на немски: Barbara Eleonore von Solms-Baruth) е графиня от Золмс-Барут в Кличдорф и чрез женитба графиня и господарка на Липе-Бистерфелд.

## Биография
Родена е на 30 октомври 1707 година в Барут. Тя е дъщеря на граф Йохан Кристиан I фон Золмс-Барут в Кличдорф (1670 – 1726) и съпругата му графиня Хелена Констанция Хенкел фон Донерсмарк (1677 – 1763), дъщеря на Елиас Андреас фон Донерсмарк, господар на Бойтен-Одерберг (* 1632) и Барбара Хелен фон Малтцан (1641 – 1726)..
Барбара Елеонора фон Золмс-Барут се омъжва на 7 май 1732 г. (сряда) в Барут за граф Фридрих Карл Август фон Липе-Бистерфелд (* 20 януари 1706; † 31 юли 1781), най-възрастният син на граф Рудолф Фердинанд фон Липе-Бистерфелд (1671 – 1736) и съпругата му графиня Юлиана Луиза фон Куновиц (1671 – 1741). Брат ѝ граф Йохан Карл (1702 – 1735) се жени на 11 януари 1730 г. за неговата сестра Хенриета Луиза (1711 – 1752), а сестра ѝ Ернестина Хенриета (1712 – 1769), се омъжва на 30 октомври 1736 г. в Барут за неговия брат Фердинанд Йохан Лудвиг (1709 – 1787).
Барбара Елеонора фон Золмс-Барут умира на 16 юни 1744 година в Бистерфелд в Люгде, Северен Рейн-Вестфалия, на 36-годишна възраст.

## Деца
Барбара Елеонора фон Золмс-Барут и граф Фридрих Карл Август фон Липе-Бистерфелд († 1781) имат децата:
- Симон Рудолф Ферднинанд (* 6 октомври 1734, Бистерфелд; † 23 май 1739, Бистерфелд)
- Карл Ернст Казимир (* 2 ноември 1735, Бистерфелд; † 19 ноември 1810, Марбург), граф и господар на Липе-Бистерфелд, полковник на Вюртемберг, женен на 16 октомври 1769 г. в Реда за графиня Фердинанда Хенриета Доротея фон Бентхайм-Текленбург-Реда (1737 – 1779)
- Фридрих Вилхелм (* 25 януари 1737, Бистерфелд; † 31 юли 1803, Клеве), женен на 18 април 1770 г. във Фрехен за Йохана фон Майнертсхаген (1752 – 1811), 1769 г. направена графиня „фон Майнертсхаген“
- Лудвиг Хайнрих (* 21 април 1743, Бистерфелд; † 16 септември 1794, Гелнхаузен), женен на 30 март 1786 г. в Гелнхаузен за Елизабет Келнер (1765 – 1794), 1790 г. направена графиня „фон Липе-Фалкенфлухт“
- Фердинанд Йохан Бенямин (* 16 юни 1744, Бистерфелд; † 23 април 1772, Бюкебург), женен на 31 януари 1769 г. в дворец Волкенбург за графиня Вилхелмина фон Шьонбург-Лихтенщайн (1746 – 1819)
- Вилхелмина Луиза Константина (* 15 юли 1733, Бистерфелд; † 18 февруари 1766, Кличдорф), омъжена I. на 15 август 1754 г. във Вернигероде за граф Зигфрид фон Промниц (1734 – 1760), син на граф Ердман II фон Промниц, II. на 30 януари 1764 г. във Верау за граф Йохан Кристиан II фон Золмс-Барут (1733 – 1800)
- Мария Вилхелмина Хенриета (* 5 декември 1740, Бистерфелд; † 19 април 1741, Бистерфелд)
- Мария Барбара Елеонора (* 16 юни 1744, Бистерфелд; † 16 юни 1776, дворец Баум), омъжен на 12 ноември 1765 г. в Щадтхаген за граф Вилхелм фон Шаумбург-Липе (1724 – 1777).